# Poul Kops
Poul Børge Kops (19. september 1915 – 23. februar 2000) var en dansk bokser i weltervægt.
Som amatør boksede Poul Kops for Odense ABK.
Han nåede finalen ved DM i 1934 i fjervægt, hvor han tabte til Hirsch Demsitz. Han vandt danmarksmesterskabet i weltervægt 2 gange, i 1938 og 1939.
Poul Kops deltog i OL i 1936 i Berlin, hvor han vandt den første kamp over Haugen fra Norge, og kvartfinalen over Oliver fra Argentina, begge på point. I semifinalen tabte han til Harangi fra Ungarn, der senere vandt guld. På daværende tidspunkt fik taberne af semifinalen ikke automatisk bronzemedalje, men skulle i stedet bokse om denne mod den anden tabende semifinalist. Kops kunne dog ikke stille til kamp, og fik således ingen medalje.
Poul Kops debuterede som professionel under krigen, da han den 8. maj 1941 atter mødte landsmanden Hirsch Demsitz i København i en kamp over 5 omgange. Kops tabte på point. Han boksede få uger herefter i Messehallen i Oslo, hvor han besejrede nordmanden Felix Dobbertin, men tabte sin næste kamp i Göteborg mod debutanten Hugo Andersson. Det blev igen til et nederlag mod Demsitz i 1943, og senere på året blev Kops slået ud i Helsinki af OL-guldvinderen Sten Suvio, inden han vandt sin anden sejr som professionel, da han i returkampen mod Hugo Andersson vandt på point i Stockholm. Han mødte herefter Demsitz i en returkamp i Nykøbing Falster, hvor han opnåede uafgjort.
Kops holdt herefter pause, men gjorde comeback i Helsinki i 1947, men blev slået ud i 1. omgang af Onni Saari. Kops boksede ikke siden.
Som professionel opnåede Kops 8 kampe, og vandt kun de 2.